# 즈르노프치시

즈르노프치 시의 위치

즈르노프치시(마케도니아어: Општина Зрновци)는 마케도니아 공화국 동부에 위치한 지방 자치체로 행정 중심지는 즈르노프치이며 면적은 55.82km2, 인구는 3,264명(2002년 기준)이다. 동쪽으로는 비니차 시, 북쪽으로는 코차니 시, 서쪽으로는 체시노보오블레셰보 시, 남쪽으로는 카르빈치 시와 접한다.